# 派勒特岩
派勒特岩（英語：Pilot Rock）是俄勒冈州阿什兰附近的一个突起的火山栓，位于喀斯喀特山脉西部锡斯基尤山的东端，即锡斯基尤顶以东。